# Window-Eyes
Window-Eyes (les yeux de Windows) est un lecteur d'écran qui rend un ordinateur utilisable par un mal-voyant ou un non-voyant. Il lit l'information en communiquant directement avec les applications logicielles telles que Internet Explorer, Mozilla Firefox, Microsoft Word, …etc., ou en lisant l'information sur la carte graphique. En sortie, il peut "parler" via un synthétiseur de parole, une carte son ou un écran tactile.
Cela permet à des gens de surfer sur Internet, d'envoyer et de recevoir des courriels. Window-Eyes permet aussi de lire des documents au format Acrobat Reader (extension .pdf), le contenu Flash de sites web.

## Historique
L'éditeur de Window-Eyes est GW Micro. La première version (V1.0) est sortie en octobre 1995. De nouvelles versions sortent en moyenne une fois par an. La dernière version est Window-Eyes 9.5.3.

## Sources et références
1. ↑  (en) « Welcome to GW Micro », sur www.gwmicro.com (consulté le 19 octobre 2016)